# Jesse Livermore
Jesse Lauriston Livermore, detto Boy Plunger, The Wolf of Wall Street, The Great Bear of Wall Street (Shrewsbury, 26 luglio 1877 – New York, 28 novembre 1940), è stato un economista statunitense, uno dei più grandi e famosi speculatori del XX secolo, noto per aver creato e distrutto immense fortune, per il suo stile di vita sontuoso, per la sua tragica fine, e per le sue operazioni prima del famoso crollo del 1929 durante il quale guadagnò 100 milioni di dollari (circa 1,8 miliardi di dollari di oggi) in pochi giorni. Fece vendite allo scoperto durante i crash del mercato azionario del 1907 e 1929.
Considerato un pioniere del day trading, dell'analisi tecnica e finanza comportamentale, molti osservatori ritengono che sia il più grande trader mai vissuto, ma altri ritengono invece che il suo esempio sia un ammonimento sui rischi dei prodotti a leva che mirano a cercare grandi guadagni piuttosto che una strategia focalizzata su rendimenti più bassi ma più sicuri.

## Biografia
Nato a Shrewsbury, Massachusetts, da una famiglia povera che si era trasferita ad Acton, sempre nel Massachusetts. Imparò a leggere e scrivere all'età di 3 anni e mezzo. All'età di 14 anni, suo padre lo tolse da scuola per aiutare nella fattoria perché voleva farlo diventare un contadino, ma Jesse rifiutò e, con la benedizione di sua madre, scappò di casa in una carrozza trainata da cavalli.
Nel 1891 trovò lavoro per la società di brokeraggio Paine Webber di Boston per 5 dollari a settimana.

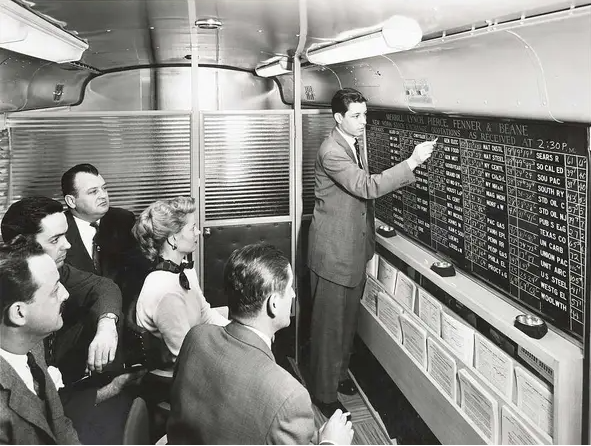
L'interno di un negozio di secchi assomigliava a questo, con un cameriere che scriveva numeri su una lavagna che erano stati ricevuti dalla telescrivente e gli speculatori che guardavano ansiosi

Nel 1892, all'età di 15 anni, scommise 5 dollari sulla Chicago, Burlington and Quincy Railroad in un negozio di secchi, un tipo di stabilimento che accettava scommesse con leva sui prezzi delle azioni ma non consentiva l'acquisto o la vendita di azioni.. Vinse 3,12 dollari sulla sua scommessa di 5 dollari. Dal 1893 al 1894, all'età di 16-17 anni, Livermore, soprannominato "The Boy Plunger", guadagnava circa 200 dollari a settimana nei negozi di Boston, molto più del suo stipendio da Paine Webber. All'età di 16 anni, lasciò quel lavoro iniziando a fare trading a tempo pieno. Portò 1.000 dollari a sua madre, che disapprovava il suo "gioco d'azzardo". Lui rispose che non stava giocando ma "speculando».
Dal 1895 al 1897, all'età di 18-20 anni, accumulò 10.000 dollari in profitti commerciali, un rendimento netto del 1000% in tre anni di negoziazione. Tuttavia, alla fine venne bandito dalla maggior parte dei negozi di secchi dell'area di Boston a causa dei suoi guadagni costanti. L'uso di travestimenti e nomi falsi per poter commerciare non fece che ritardare il suo inevitabile divieto in tutta la città. Dal 1898 al 1900, all'età di 21-22 anni, continuò a commerciare alla Haight & Freese, l'ultimo negozio di secchi nell'area di Boston a non averlo bandito. Tuttavia, Haight & Freese stava gradualmente ampliando il divario tra domanda e offerta e imponendo requisiti di margine restrittivi che resero molto più difficile e rischioso per Livermore fare soldi.
Il 14 settembre 1900, all'età di 23 anni, si trasferì a New York City, arrivando giusto in tempo per assistere a un forte aumento del mercato azionario. Fece trading con successo presso l'agente di cambio Harris, Hutton & Company, trasformando 10.000 dollari in 50.000 dollari in cinque giorni. Nel maggio 1901, anticipò una correzione e vendette allo scoperto, guadagnando una plusvalenza del 400%. Ma perse tutto perché il ticker era 30-40 minuti indietro rispetto ai dati effettivi del mercato e non fu in grado di prendere le decisioni necessarie. Prese in prestito 2.000 dollari da Ed Hutton e si trasferì a St. Louis, dove non era conosciuto, e tornò a scommettere nei negozi di secchi. La sua prima grande vittoria arrivò nel 1901 all'età di 24 anni, quando acquistò azioni della Northern Pacific Railway e trasformò 10.000 dollari in 500.000 dollari.
Nel 1906, all'età di 28 anni, dubitando della sua capacità di negoziare azioni a lungo termine, decise di prendersi una pausa e andò in vacanza a Palm Beach con il club di Edward R. Bradley. Lì, su consiglio di Thomas W. Lawson, prese una posizione corta nella Union Pacific Railroad Company alla vigilia del terremoto di San Francisco del 1906, portando a un profitto di 250 mila dollari. Qualche tempo dopo, prese posizioni lunghe nel mercato azionario; tuttavia, il suo amico e proprietario della casa di intermediazione in cui effettuava la maggior parte delle sue operazioni, Edward Francis Hutton, lo convinse erroneamente a vendere le sue azioni, e finì per perdere 40 mila dollari.
Nel panico del 1907, le enormi posizioni corte di Livermore gli fruttarono 1 milione di dollari in un solo giorno. Tuttavia, il suo mentore, J. P. Morgan, che aveva salvato l'intera Borsa di New York durante il crollo, gli chiese di astenersi da ulteriori vendite allo scoperto. Livermore accettò e, invece, approfittò del rimbalzo, aumentando il suo patrimonio netto a 3 milioni di dollari.
Comprò uno yacht da 200.000 dollari, un vagone ferroviario e un appartamento nell'Upper West Side. Entrò in club esclusivi e si fece delle amanti. Nel 1908, ascoltò il consiglio del commerciante di cotone Theodore H. "Teddy" Price, che gli disse di comprare cotone, mentre lo vendeva segretamente. Andò in bancarotta, ma fu in grado di recuperare tutte le sue perdite. Nel 1915 dichiarò nuovamente bancarotta. 
Nel 1924-1925, si impegnò nella manipolazione del mercato, guadagnando 10 milioni di dollari commerciando grano e mais in una battaglia con Arthur W. Cutten e progettando uno short squeeze sulle azioni di Piggly Wiggly. 
All'inizio del 1929, accumulò enormi posizioni corte, utilizzando più di 100 agenti di cambio per nascondere ciò che stava facendo. In primavera, era in calo di oltre 6 milioni di dollari sulla carta. Tuttavia, dopo il crollo di Wall Street del 1929, guadagnò circa 100 milioni di dollari. A seguito di una serie di articoli di giornale che lo dichiaravano il "Grande Orso di Wall Street", venne incolpato del crollo dal pubblico ed ebbe minacce di morte che lo costrinsero ad assumere una guardia del corpo armata. 

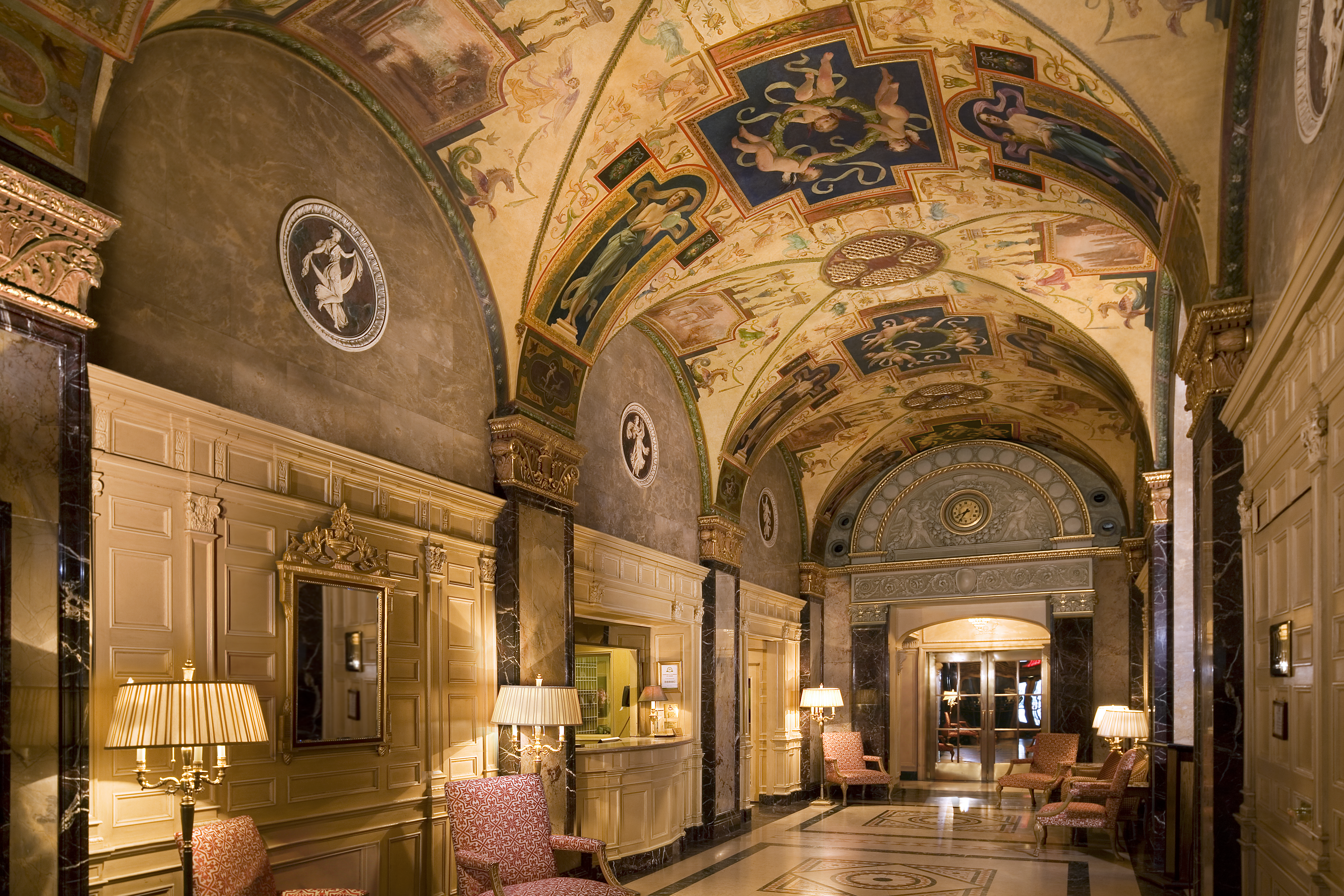
Interno dell'Hotel Sherry Netherland a Manhattan dove Jesse Livermore si suicidò in uno spogliatoio

Ma non stava fisicamente più bene. Il suo secondo divorzio nel 1932, l'uccisione non fatale di suo figlio da parte della moglie nel 1935, e una causa legale da parte della sua amante russa portarono a un declino della sua salute mentale; inoltre la creazione della Securities and Exchange Commission degli Stati Uniti nel 1934 impose nuove regole che influenzarono il suo trading. Anche se non si sa esattamente come accadde, alla fine perse la sua fortuna e dichiarò bancarotta per la terza volta nel 1934, elencando un patrimonio di 84.000 dollari e debiti di 2,5 milioni di dollari. Fu sospeso come membro del Chicago Board of Trade il 7 marzo 1934. Nel 1937 dette comunque al fisco 800.000 dollari. 
Fisicamente non si riprese più e si suicidò il 28 novembre 1940. Aveva 63 anni. Lasciò questo biglietto d'addio alla moglie, che egli chiamava affettuosamente "Nina":

## Vita privata
Livermore si sposò tre volte ed ebbe due figli. Sposò la prima moglie, Netit (Nettie) Jordan, di Indianapolis, all'età di 23 anni nell'ottobre del 1900, quando si conoscevano solo da poche settimane. Meno di un anno dopo, andò in bancarotta dopo diversi cattivi affari e chiese a sua moglie di impegnare la grande collezione di gioielli che aveva comprato da lei, cosa che lei rifiutò e che danneggiò definitivamente la loro relazione. Si separarono poco dopo, ma Livermore finanziò ancora la difesa di suo cognato, Chester S. Jordan, accusato di aver ucciso sua moglie.  Alla fine divorziarono nell'ottobre 1917.
Il 2 dicembre 1918, all'età di 40 anni, Livermore sposò Dorothea (Dorothy) Fox Wendt, un'ex ballerina delle Ziegfeld Follies, di 22 o 23 anni. La coppia ebbe due figli: Jesse Livermore II, nato nel 1919, e Paul, nato nel 1922. In seguito acquistò una casa di lusso a Great Neck e lasciò che sua moglie spendesse quanto voleva per l'arredamento. Nel 1927, lui e sua moglie furono derubati a mano armata. Il rapporto tra la coppia diventa teso a causa dell'alcolismo di Dorothy, delle relazioni extraconiugali di Livermore con altre ragazze e delle loro spese sontuose. Nel 1931, Dorothy Livermore chiese il divorzio e si trasferì temporaneamente a Reno, in Nevada, con il suo nuovo amante, James Walter Longcope. Il 16 settembre 1932 fu concesso il divorzio e lei sposò immediatamente il suo compagno. Mantenne la custodia dei loro due figli e ricevette 10 milioni di dollari di risarcimento. Stava vendendo la casa di Great Neck, per la quale Livermore aveva speso 3,5 milioni di dollari, per 222.000 dollari. Fu poi demolita, il che fece precipitare Livermore nella depressione.
Il 28 marzo 1933, Livermore, allora 56enne, sposò Harriet Metz Noble, una cantante e socialite di 38 anni, a Geneva, Illinois. Si erano incontrati nel 1931 a Vienna, dove Metz Noble si esibiva mentre Livermore era tra il pubblico in vacanza. Metz Noble proveniva da un'importante famiglia di Omaha che aveva fatto fortuna con la Metz Brewery. Livermore fu il quinto marito di Metz Noble; almeno due dei suoi precedenti mariti si erano suicidati, tra cui Warren Noble, che si impiccò dopo il crollo di Wall Street del 1929.
L'attrice pornografica e imprenditrice statunitense Brandi Love è sua pronipote, tramite il figlio maggiore Jesse Livermore II.

## Il suo libro preferito
Uno dei suoi libri preferiti era "Extraordinary Popular Delusions and the Madness of Crowds", di Charles Mackay, pubblicato nel 1841. Anche il suo caro amico Bernard Baruch, operatore di borsa di successo, rimase colpito da questo libro. Baruch fu una delle poche persone che sopravvisse bene allo schianto del 1929.